# Jacek Koraszewski

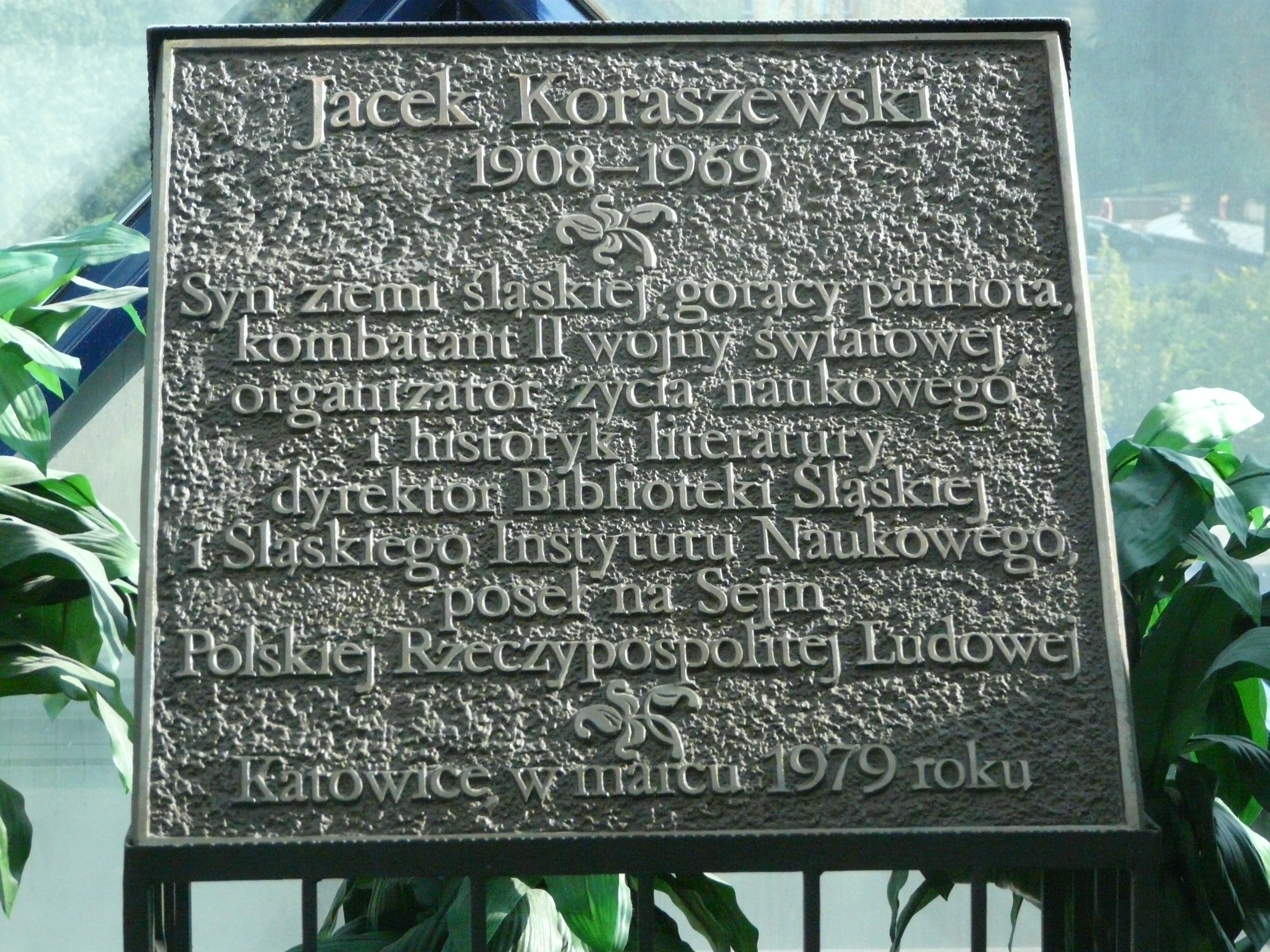
Tablica pamiątkowa w Bibliotece Śląskiej w Katowicach

Jacek Antoni Koraszewski (ur. 13 sierpnia 1908 w Opolu, zm. 27 marca 1969 w Katowicach) – polski historyk literatury, poseł na Sejm PRL III i IV kadencji.

## Życiorys
Syn Bronisława. Uzyskał wykształcenie wyższe, z zawodu historyk literatury, był docentem filologii polskiej Uniwersytetu Jagiellońskiego. W 1931 podjął pracę w Bibliotece Sejmu Śląskiego w Katowicach, której został wicedyrektorem w 1937. W okresie 1935–1939 był redaktorem „Wykazu literatury bieżącej o Śląsku”. Współpracował z Towarzystwem Przyjaciół Nauki na Śląsku oraz redakcjami „Kwartalnika Historycznego”, „Zarania Śląskiego” i „Nowin Codziennych”. W latach 1936–1938 był redaktorem „Powstańca Śląskiego” – organu Związku Powstańców Śląskich. Udzielał się społecznie w Związku Bibliotekarzy Polskich oraz Związku Obrony Kresów Zachodnich.
W czasie II wojny światowej służył w Polskich Siłach Zbrojnych. Po demobilizacji w 1948 powrócił na stałe do Polski, został oddelegowany na dawne stanowisko w Bibliotece Śląskiej w Katowicach. W 1957 objął stanowisko dyrektora Biblioteki Śląskiej. Był współzałożycielem Śląskiego Instytutu Naukowego (nazwanego później jego imieniem), którego został dyrektorem i funkcję tę pełnił 10 lat.
Z jego inicjatywy powstała Śląska Kartoteka (życiorysy wybitnych Ślązaków). Od 1956 był członkiem Wojewódzkiej Rady Kultury. Od 1967 był członkiem rady redakcji Wydawnictwa Śląsk oraz członkiem Rady Naukowej przy Radzie Naczelnej i Prezydium Zarządu Wojewódzkiego Towarzystwa Rozwoju Ziem Zachodnich. W latach 1958–1961 był członkiem Rady Naukowo-Ekonomicznej przy Wojewódzkiej Komisji Planowania Gospodarczego. Był członkiem Prezydium Okręgowej Komisji Badania Zbrodni Hitlerowskich w Polsce oraz przewodniczącym Wojewódzkiej Komisji Propagandowo-Historycznej Frontu Jedności Narodu. W 1965 i 1969 uzyskiwał mandat posła na Sejm PRL w okręgu Gliwice. W trakcie III kadencji zasiadał w Komisji Kultury i Sztuki, a przez III i IV w Komisji Spraw Zagranicznych. W IV kadencji ponadto należał do polskiej grupy Unii Międzyparlamentarnej. Zmarł w trakcie sprawowania mandatu.
Został pochowany na cmentarzu przy ul. Henryka Sienkiewicza w Katowicach.

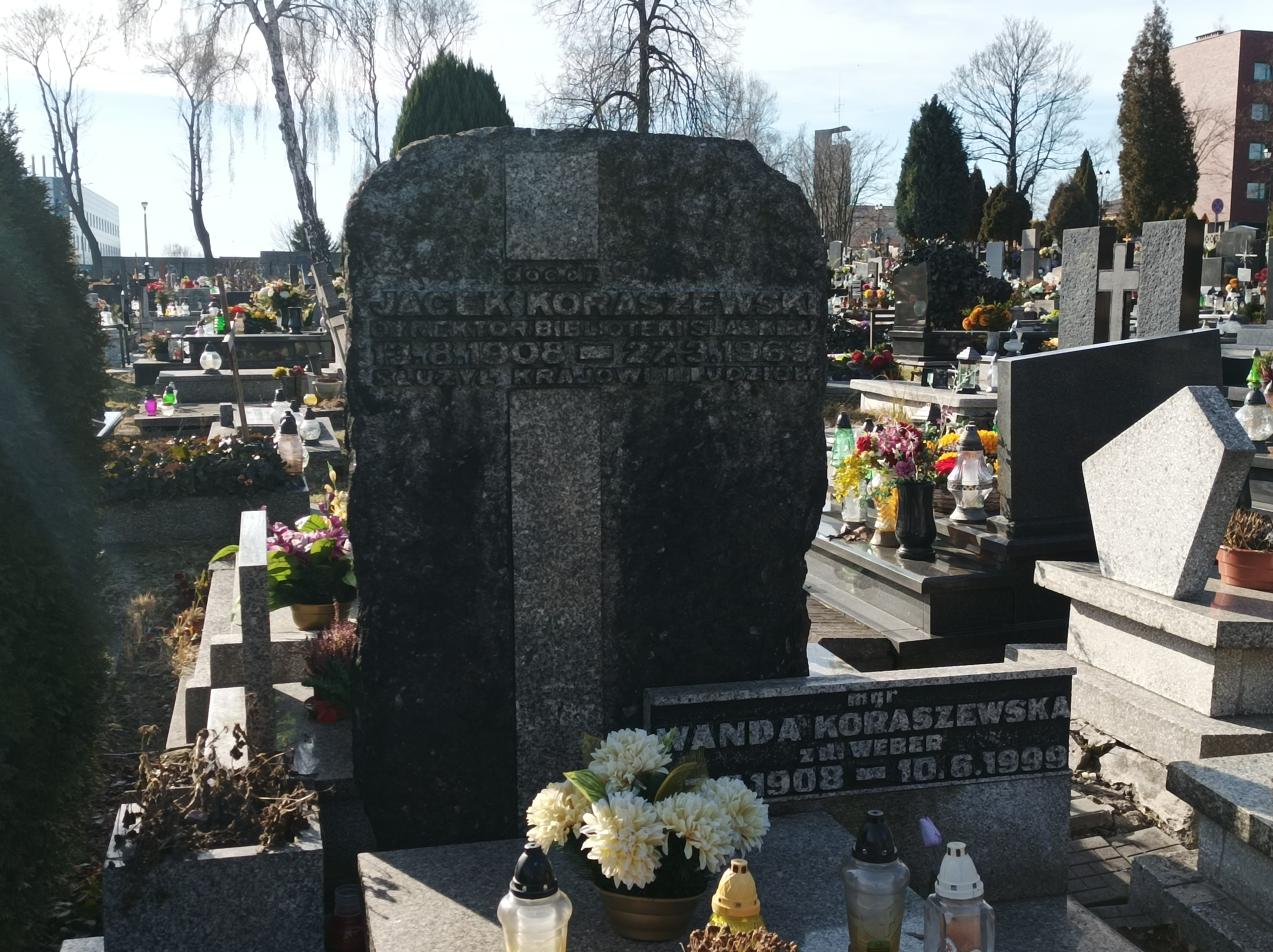
Grób Jacka Koraszewskiego na cmentarzu przy ul. Sienkiewicza w Katowicach

Został odznaczony Medalem 10-lecia Polski Ludowej (1955), Złotym Złotym Krzyżem Zasługi (1955), Krzyżem Oficerskim Orderu Odrodzenia Polski, Krzyżem Wojennym 1939–1945 (Francja) oraz Medalem Rannych na Wojnie (Francja).